# 高詡
高 詡（こう く、? - 344年）は、五胡十六国時代前燕の人物。遼東郡の出身。

## 生涯
永嘉の乱を避け、郷里を離れて隠居していた。天文学に精通していたという。
317年3月、琅邪王司馬睿（後の元帝）が晋王を名乗ると、遼西に割拠する慕容部の大人慕容廆を都督遼左雑夷流民諸軍事・龍驤将軍・大単于に任じ、昌黎公に封じたが、慕容廆は応じなかった。高詡は馬を走らせて慕容廆の下を訪れると、慕容廆へ「覇王の資格は義なくして成り立ちません。今、晋室は衰微したといえども、人心はなお慕っております。どうか江東へ使者を派遣し、尊皇の姿勢を示されますよう。その後に大義を堂々と討ち鳴らして諸部落を討伐すれば、誰がこれに逆らいましょうか。これこそが覇王の資格となるのです」と勧めた。慕容廆はこれに従って長史王済を建康へ派遣すると共に、高詡を取り立てて郎中令に任じた。
333年5月、慕容廆がこの世を去り、嫡男の慕容皝が後を継ぐと、高詡は玄菟郡太守に任じられた。11月、慕容仁（慕容皝の同母弟）が慕容皝に反旗を翻して平郭で自立すると、高詡は広武将軍に任じられ、建武将軍慕容幼・慕容稚・広威将軍慕容軍・寧遠将軍慕容汗・司馬冬寿と共に5千の兵を率いて討伐に向かった。だが、討伐軍は汶城の北において慕容仁に大敗を喫し、慕容幼・慕容稚・慕容軍らは捕らわれの身となり、冬寿は慕容仁に降伏した。さらにかつて大司農であった孫機や襄平県令王永らが慕容仁に呼応して遼東城ごと反旗を翻すと、高詡は城を脱出した東夷校尉封抽・護軍乙逸・遼東相韓矯と共に撤退した。
334年11月、慕容皝は遼東討伐の兵を挙げると、自ら軍を率いて遼東を陥落させた。彼は慕容仁に与した罪で遼東の民を全員生き埋めにしようとしたが、高詡は「遼東の反乱は彼らの本意では無く、仁（慕容仁）の凶威に止む無く従ったに過ぎません。今、元凶（慕容仁）が未だ生きており、我らは始めてこの城を得たばかりです。にもかかわらずこのようなことをしてしまっては、今後諸城が来降する事は無くなるでしょう」と諫めたので、慕容皝はこれに同意して取りやめ、杜群を遼東相に任じて住民を慰撫させると共に、豪族を本拠地の棘城へ移住させた。
後に司馬（参謀役）に抜擢された。
336年1月、慕容皝が慕容仁の本拠地である平郭征伐の兵を興すと、高詡は「仁（慕容仁）は君親を棄てて叛き、民神ともにこれを許しておりません。これまで凍結した事が無かった海は、仁が叛いてからここ3年の間は連年凍りついております。仁は陸路の山ばかりに備えており、これは天が海路より撃てと言っているのです」と述べ、海を渡って奇襲を仕掛けるよう勧めた。群臣の多くは氷上を渡るのは危険だとして陸路より攻め入る事を勧めたが、慕容皝は「我が心は決まったのだ。逆らう者は斬り捨てる！」と宣言し、高詡の作戦を採用した。
こうして慕容皝は弟の軍師将軍慕容評らを率いて昌黎より氷上を渡って東へ進撃し、およそ三百里余りで歴林口まで到達した。ここで輜重を捨てると、軽兵のみで平郭を奇襲した。平郭城から7里まで迫った所で慕容仁は敵の襲来を知り、これを慌てて迎え撃ったが、慕容皝は大いに攻め破り、慕容仁を捕らえて処刑した。この功績により、高詡は汝陰侯に封じられ、左長史にも抜擢された。
やがて内史に任じられた。
338年5月、後趙の石虎が数十万といわれる大軍を前燕に侵攻させると、前燕の民は震え上がった。慕容皝は高詡へ「これをいかにして防ぐべきか」と尋ねると、高詡は「趙兵は強いといえども憂うには及びません。ただ堅守して拒むだけで、何も出来ますまい」と述べた。その後、後趙軍は棘城を包囲して四方から蟻のように群がったが、慕輿根・慕容恪らの奮戦により撃退に成功した。
やがて左司馬に転任となった。
344年1月、慕容皝は宇文部征伐を目論んでおり、高詡にその是非を問うと、高詡は「宇文部は強盛であり、今取らなくば必ずや国患となります。これを伐てば必ず克ちますが、早く動かねば不利となります」と勧め、慕容皝へ早急に攻め取るよう促した。これにより慕容皝が大軍を率いて出征すると、高詡もこれに従軍した。前燕軍は慕容翰・慕容覇らの奮戦により宇文部軍を大破し、宇文部の都城を攻略して宇文部を滅亡に追いやった。だが、高詡は乱戦の中で流れ矢に当たり、戦死してしまったという。

## 逸話
- 高詡が慕容皝へ宇文部征伐を説いた後の事、退出して後にある人へ「我はこの出征に参加すれば、おそらく還る事は出来ないであろう。しかし、忠臣というものはこれを避けないものだ」と漏らしたという。また、征伐に従軍する際には妻にも別れを告げず、家の事について人を遣わせて伝えるのみであったという。

- ある時、慕容皝は高詡へ「卿は占星の佳書（優れた書物）を持っているが、これを決して見せてはくれぬ。どうして忠誠をなそうとしないのかね」と問うと、高詡は「臣が聞く所によりますと、人君（君主）は要を執り、人臣（臣下）は職を執ると言います。要を執る者は気楽に過ごし、職を執る者は骨を折るのです。これにより后稷が種を播いていた時、堯はこれに手を出さなかったのです。占候・天文というものは深夜に及ぶ苦業であり、至尊（君主）が自らなすべきことではありません。殿下（慕容廆）がどうしてこれを使いましょうか！」と返した。この答えに慕容皝は黙然としてしまったという。